# Eliyahu Eliezer Dessler
Pour les articles homonymes, voir Dessler.
Eliyahu Eliezer Dessler (30 mai 1892, Homiel, en Biélorussie - 30 décembre 1953, Bnei Brak, en Israël) est un rabbin orthodoxe et penseur du XXe siècle. Il est connu comme mashgia'h rou'hani de la Yechiva de Ponevezh, à Bnei Brak, en Israël.

## Biographie
Eliyahu Eliezer Dessler est né en 1892 à Liepāja en Lettonie. Il est le fils de Reuven Dov Dessler et de Henna Freidel Dessler (née Grodnensky).
Reuven Dov Dessler est né en 1862 à Kaunas en Lituanie et est mort à Londres au Royaume-Uni. Il est un disciple de l'un des principaux dirigeants du Mouvement du Moussar, le rabbin Simcha Zissel Ziv.
Henna Freidel Dessler est née en 1864 et est morte le 7 janvier 1895.

### Études
Il est éduqué par des tuteurs privés jusqu'à l'âge de 14 ans. Il devient alors un des plus jeunes étudiants du Talmud Torah de Kelmė, dirigé par le rabbin Tzvi Hirsch Braude, gendre de l'Alter de Kelm. Il est ordonné rabbin (semikha) par son oncle, le rabbin Chaim Ozer Grodzinski.

### Rabbin
Eliyahu Eliezer Dessler accompagne son père en Angleterre en 1928, ce dernier devant subir des traitements médicaux. Eliyahu Eliezer Dessler décide d'y rester pour pouvoir payer ses dettes et celles de son père, causées par une entreprise commerciale ratée. Il est alors pendant 3 ans loin de sa femme et de ses deux jeunes enfants, vivant toujours à Kelmė.
Au lieu de continuer de faire carrière dans les affaires, sans succès, il change de voie.
Il devient rabbin de la Synagogue Ein Yaakov. dans le East End de Londres.
De fait, cette position de rabbin se résume à une fonction de  glorieux bedeau (shammas), avec un maigre salaire. Les fidèles, la plupart des nouveaux immigrés, n'avaient pas conscience de ses qualités, lui qui avait reçu une offre de son oncle, le rabbin Chaim Ozer Grodzinski, le Gadol Hador (leader de sa génération de faire partie du Beth Din de Vilnius.
Il devient ensuite rabbin au  Montagu Road Beis Medrash à Dalston, dans le  nord-est de Londres.

### Gateshead
En 1941, il prend la direction du Kollel de Gateshead, dans le Nord de l'Angleterre, qui vient de se former.
Il n'est pas salarié par le Kollel et gagne sa vie en donnant des leçons privées.

### Bnei Brak
En 1947, il quitte Gateshead pour prendre la position de conseiller spirituel (mashgia'h rou'hani) de la Yechiva de Ponevezh à Bnei Brak en Israël.

### Moussar
Eliyahu Eliezer Dessler est un arrière petit-fils d'Israël de Salant, le fondateur du Mouvement du Moussar, sa mère étant la petite-fille d'Israël Salanter.
Eliyahu Eliezer Dessler influence des générations d'étudiants. Deux de ses disciples, L. Carmel et A. Halpern, publient ses leçons dans 5 volumes, parus entre 1957 et 1997, sous le titre  Mikhtav me-Eliyahu (Les écrits de Eliyahu), qui deviennent une œuvre classique du Moussar

### Mariage et famille
Eliyahu Eliezer Dessler épouse en 1919 Bluma Broida, née en 1889 en Lituanie et morte le 21 décembre 1951 à Jérusalem en Israël. Elle est la fille du rabbin  Nachum Zeev Ziv Broida  et de Pesha Broide. Ils ont deux enfants: le rabbin Nachum Zeev Dessler et  Henny Dessler, épouse Geldzahler.
Nachum Zeev Dessler est né le 27 février 1921 à Kelmė (Kelm) en Lituanie et est mort le 23 janvier 2011 à Cleveland dans l'Ohio, aux États-Unis
.
Henny Dessler, épouse Geldzahler, est née le 4 septembre 1926 et est morte le 17 novembre 2009 à New York et est enterrée à Monsey (état de New York).